# Tournoi d'Afrique du Sud de rugby à sept 2007
Navigation
2006 2008
Le South Africa rugby sevens 2007 est un tournoi de rugby à sept, comptant pour l'IRB Sevens World Series, qui se déroule les 7 et 8 décembre 2007 à George. Les matchs sont disputés à l'Outeniqua Park Stadium. La Nouvelle-Zélande remporte la finale de la Cup face aux  Fidji sur le score de 24 à 7.

## Équipes participantes
Seize équipes participent au tournoi :
- Afrique du Sud
- Angleterre
- Argentine
- Australie
- Canada
- Écosse
- États-Unis
- France
- Fidji
- Pays de Galles
- Kenya
- Nouvelle-Zélande
- Ouganda
- Samoa
- Tunisie
- Zimbabwe

## Phase de poules

### Poule A
| Rang | Pays             | J | V | N | D | Pm | Pe | Diff | Pts |
| ---- | ---------------- | - | - | - | - | -- | -- | ---- | --- |
| 1    | Nouvelle-Zélande | 3 | 3 | 0 | 0 | 84 | 24 | +60  | 9   |
| 2    | Kenya            | 3 | 2 | 0 | 1 | 32 | 36 | -4   | 7   |
| 3    | Angleterre       | 3 | 1 | 0 | 2 | 55 | 50 | +5   | 5   |
| 4    | Zimbabwe         | 3 | 0 | 0 | 3 | 17 | 80 | -63  | 3   |

### Poule B
| Rang | Pays       | J | V | N | D | Pm  | Pe | Diff | Pts |
| ---- | ---------- | - | - | - | - | --- | -- | ---- | --- |
| 1    | Fidji      | 3 | 3 | 0 | 0 | 110 | 19 | +91  | 9   |
| 2    | États-Unis | 3 | 2 | 0 | 1 | 36  | 64 | -28  | 7   |
| 3    | France     | 3 | 1 | 0 | 2 | 48  | 62 | -14  | 5   |
| 4    | Canada     | 3 | 0 | 0 | 3 | 19  | 68 | -49  | 3   |

### Poule C
| Rang | Pays           | J | V | N | D | Pm | Pe  | Diff | Pts |
| ---- | -------------- | - | - | - | - | -- | --- | ---- | --- |
| 1    | Afrique du Sud | 3 | 3 | 0 | 0 | 96 | 7   | +89  | 9   |
| 2    | Argentine      | 3 | 2 | 0 | 1 | 69 | 43  | +26  | 7   |
| 3    | Pays de Galles | 3 | 1 | 0 | 2 | 50 | 55  | -5   | 5   |
| 4    | Ouganda        | 3 | 0 | 0 | 3 | 7  | 117 | -110 | 3   |

### Poule D
| Rang | Pays      | J | V | N | D | Pm | Pe | Diff | Pts |
| ---- | --------- | - | - | - | - | -- | -- | ---- | --- |
| 1    | Samoa     | 3 | 3 | 0 | 0 | 80 | 40 | +40  | 9   |
| 2    | Écosse    | 3 | 2 | 0 | 1 | 49 | 62 | -13  | 7   |
| 3    | Australie | 3 | 0 | 1 | 2 | 41 | 53 | -12  | 4   |
| 4    | Tunisie   | 3 | 0 | 1 | 2 | 40 | 55 | -15  | 4   |

## Phase finale

### Tournois principaux

#### Cup
Nouvelle-Zélande 34 – 7 Fidji 

#### Bowl
Angleterre 19 – 21 Pays de Galles 

### Matchs de classement

#### Plate
États-Unis 14 – 15 Kenya 

#### Shield
Canada 31 – 14 Zimbabwe 